# Lixnaw
Lixnaw (irisch Leic Snámha, deutsch: schwimmender [flacher] Stein) ist ein Dorf im Norden des irischen County Kerry. Mit 758 Einwohnern (Volkszählung 2022) bildet Lixnaw ein Zentrum in einer landwirtschaftlich geprägten Region. 

## Lage
Lixnaw liegt am River Brick etwa 17 Kilometer nordnordöstlich der County-Hauptstadt Tralee und etwa 10 Kilometer von der Atlantikküste entfernt. Durch die Ortschaft verläuft die Straße R557 von Listowel nach Abbeydorney.

## Geschichte
Lixnaw war einstmals der Herrschaftssitz der irischnormannischen Familie Fitzmaurice in Kerry. Nicholas Fitzmaurice, 3. Baron Kerry, ließ hier 1320 das Lixnaw Castle errichten. Unter seiner Herrschaft wurde eine Brücke gebaut und die Siedlung florierte. 
Während des Neunjährigen Krieges vertrieb Charles Wilmot, 1st Viscount Wilmot, im Oktober 1600 den damaligen Burgherrn, Thomas Fitzmaurice, 18. Baron Kerry, von Lixnaw Castle. Die Burg konnte jedoch schon ein Jahr später zurückerobert werden. Von Lixnaw Castle sind heute keine Überreste mehr vorhanden.

## Sehenswürdigkeiten
- In Lixnaw befindet sich das 2005 eingeweihte Korean War Memorial, das an die 35 zwischen 1950 und 1953 im Koreakrieg gefallenen und unter der Flagge der Vereinigten Staaten von Amerika und den Vereinten Nationen eingesetzten irischen Soldaten erinnert.
- Die St. Michael’s Church wurde von James Joseph McCarthy im neogotischen (bzw. normannischen) Stil in den 1860er Jahren errichtet.
- Reste von Lixnaw House finden sich südwestlich der Siedlung, etwa 80 Meter südöstlich davon war der Standort von Lisnaw Castle. Die Parkanlagen sollen im 18. Jahrhundert zu den größten auf den Britischen Inseln gehört haben
- Östlich der St. Michael’s Church befand sich ein Ráth, das inzwischen durch die landwirtschaftliche Nutzung weitgehend zerstört ist.
- Südlich der Ortschaft, nahe der R557, befindet sich die St. Michael’s Well. An dieser Stelle ist eine Statue des Heiligen Michael im Kampf mit Satan errichtet.

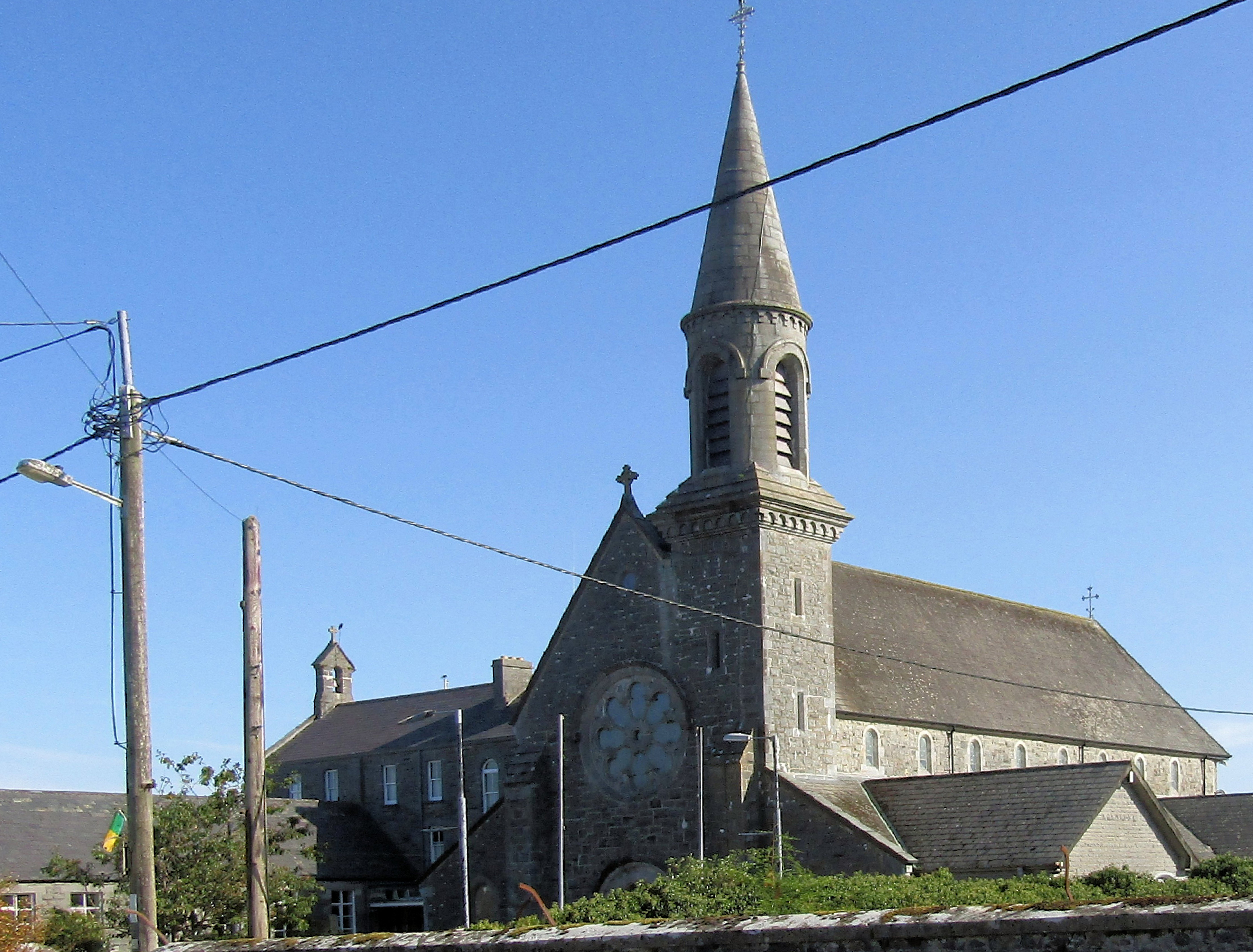
St. Michael’s Church

## Persönlichkeiten
- Jimmy Deenihan (* 1952), Politiker der Fine Gael und früherer Rugby- und Gaelic-Football-Spieler

## Belege
1. ↑  Einwohner nach citypopulation.de Abgerufen am 31. Oktober 2024.